# Atentado contra Telkomsel
El atentado contra Telkomsel ocurrió el 2 de marzo de 2022 cuando hombres armados del Movimiento Papúa Libre atacaron y mataron a ocho trabajadores en una instalación la empresa de telecomunicaciones Telkomsel en Beoga, provincia de Papúa, Indonesia.

## Ataque
Técnicos de la empresa de telecomunicaciones Telkomsel estaban arreglando el transceptor de un edificio cuando alrededor de doce individuos atacaron la estructura y comenzaron a dispararles. Uno de los trabajadores logró huir y envió un mensaje a través del circuito cerrado de televisión del edificio a la sede de Telkomsel en Yakarta.
La Organización de Liberación de Papúa Occidental se atribuyó la responsabilidad de los asesinatos. El portavoz del grupo, Sebby Sambom, dijo que el movimiento les había dicho previamente a los civiles que abandonaran el área y que "no hay razón para justificar que son civiles cuando hemos anunciado que todos los inmigrantes abandonen inmediatamente la zona de guerra".
El ataque fue condenado por muchas autoridades indonesias, incluido el oficial militar local Aqsha Erlannga, quien describió el tiroteo como un "crimen extraordinario".
El ataque fue uno de los incidentes más mortíferos en la historia reciente del conflicto de Papua, que ha estado en curso desde 1962.